# Viničky
Viničky este o comună slovacă, aflată în districtul Trebišov din regiunea Košice. Localitatea se află la altitudinea de 100 m deasupra n.m., se întinde pe o suprafață de 8,84 km2 și în 2017 număra 505 locuitori.

## Istoric
Localitatea Viničky este atestată documentar din 1029.

## Demografie
| An:                | 1994 | 2004   | 2014   | 2024    |
| ------------------ | ---- | ------ | ------ | ------- |
| Număr de persoane: | 499  | 518    | 499    | 449     |
| Diferență:         |      | +3,80% | −3,66% | −10,02% |

| An:                | 2023 | 2024   |
| ------------------ | ---- | ------ |
| Număr de persoane: | 453  | 449    |
| Diferență:         |      | −0,88% |